# Bacanius riftensis
Bacanius riftensis är en skalbaggsart som beskrevs av Yves Gomy 1981. Bacanius riftensis ingår i släktet Bacanius och familjen stumpbaggar. Inga underarter finns listade i Catalogue of Life.